# La fuga in Egitto
La fuga in Egitto è un dipinto di Ugo Vittore Bartolini. Eseguito nel 1961, appartiene alle collezioni d'arte della Fondazione Cariplo.

## Descrizione
Si tratta di una fuga in Egitto in cui a dominare la composizione non è la Sacra Famiglia con l'asino, ma il paesaggio circostante, e in particolar modo il casolare bianco al centro. La scena sembra ambientata in Europa più che in Medio Oriente. Il soggetto sacro è tra quelli prediletti della maturità del pittore; il dipinto, del 1961, venne esposto lo stesso anno alla V Mostra d'Arte Sacra per la Casa all'Angelicum di Milano e acquistato come premio dalla Fondazione Cariplo.